# میژریچیا
میژریچیا (به لاتین: Mizhrichchia) یک منطقهٔ مسکونی در روسیه است که در شهرداری سوداک واقع شده‌است. میژریچیا ۰٫۶ کیلومتر مربع مساحت و ۵۱۹ نفر جمعیت دارد و ۱۹۸ متر بالاتر از سطح دریا واقع شده‌است.